# Klips ve Onlar
Klips ve Onlar was een Turkse band uit de jaren tachtig.
Ze vertegenwoordigden Turkije op het Eurovisiesongfestival 1986 in Bergen met het nummer Halley waar ze 9de eindigde. Het was de hoogste notering voor het land sinds de eerste deelname in 1975 en pas 11 jaar later zou Şebnem Paker die plaats verbeteren.
De groep die Eurovision Şarkı Yarışması, de Turkse voorronde, won bestond uit Sevingül Bahadır, Gür Akad, Emre Tukur, Derya Bozkurt en Seden Kutlubay. Deze laatste weigerde echter naar het songfestival te gaan, er werd gezegd dat ze belangrijke examens had in de week van het songfestival en ook dat haar vriend niet wilde dat ze ging. Daarom werd ze vervangen door Candan Erçetin.
1975: Semiha Yankı · 
1978: Nilüfer & Nazar · 
1980: Ajda Pekkan · 
1981: Modern Folk Trio & Ayşegül · 
1982: Neco · 
1983: Çetin Alp & The Short Waves · 
1984: Beş Yıl Önce On Yıl Sonra · 
1985: MFÖ · 
1986: Klips ve Onlar · 
1987: Seyyal Taner & Lokomotif · 
1988: MFÖ · 
1989: Pan · 
1990: Kayahan · 
1991: İzel Çeliköz, Reyhan Karaca & Can Uğurluer · 
1992: Aylin Vatankoş · 
1993: Burak Aydos · 
1995: Arzu Ece · 
1996: Şebnem Paker · 
1997: Şebnem Paker & Grup Etnik · 
1998: Tüzmen · 
1999: Tuba Önal & Grup Mistik · 
2000: Pınar Ayhan & Grup SOS · 
2001: Sedat Yüce · 
2002: Buket Bengisu & Grup Safir · 
2003: Sertab Erener · 
2004: Athena · 
2005: Gülseren · 
2006: Sibel Tüzün · 
2007: Kenan Doğulu · 
2008: Mor ve Ötesi · 
2009: Hadise · 
2010: MaNga · 
2011: Yüksek Sadakat · 
2012: Can Bonomo